# الفضائية المصرية
القناة الفضائية المصرية أو المصرية هي القناة الفضائية الرسمية لجمهورية مصر العربية، تهتم بالبرامج الترفيهية والإخبارية والمنوعة، بدأت البث في 12 ديسمبر 1990، وهي تتبع لـشبكة قنوات التليفزيون المصري التابع لاتحاد الإذاعة والتلفزيون المصري، وتبث بالعاصمة المصرية القاهرة، ويمثل إنتاج القناة من البرامج حوالي 97% من إجمالي المعروض بها، والباقي من برامج القنوات الاولى والثانية وقنوات شبكة تليفزيون المحروسة.

## نبذة تاريخية
بدأت الفضائية المصرية بثها المباشر في يوم 12 ديسمبر من سنة 1990، كأول قناة فضائية مصرية تحمل الهوية المصرية والعربية لمخاطبة العالم الخارجي.

## البرامج
- بتوقيت القاهرة هو البرنامج الرئيسي في القناة، ويبث كذلك على القناة الثانية، وهو برنامج توك شو سياسي اجتماعي اقتصادي، يناقش أهم الأحداث الجارية على الساحة المصرية، ويذاع من السبت إلى الأربعاء الساعة 10 مساءً، ولمدة 90 دقيقة، يقدمه حافظ الميرازي.[1]
- الدين للحياة برنامج ديني يعترض لقضايا العصر من فقه وسنة وحلها وقضايا الغرب والإسلام ويتم مناقشتها من خلال ضيوف البرنامج.